# Antoine Mariani
Pour les articles homonymes, voir Mariani.
Le baron Antoine Dominique Mariani est un haut fonctionnaire français du Premier Empire, .
Né à Muracciole de Vivario (Corse), le 15 septembre 1776, décédé le 8 décembre 1845, il était le fils de Joseph Marie Mariani et de Marie Madelaine Arrighi De Casanova, tante de Jean-Thomas Arrighi de Casanova duc de Padoue. Il était donc parent des Bonaparte.
Ses parrains furent le Général Gaffori et son épouse. Il épousa en 1814 Louise Claire Dard d'Espinay, fille du général d'Empire Louis Gaspard Dard d'Espinay et d'Adrienne Sophie van Maneil originaire de Groningue aux Pays-Bas, dont descendance. Il avait été créé baron par le roi Jérôme.
Aux environs de Corte on peut voir le petit château qu'il fit édifier dans un parc à Minesteggio. Il était le père de Louis-Thomas Mariani.

## Postes
- Commissaire des guerres à Turin (1802) et Gênes (1803-1804).
- Secrétaire du délégué du Premier Consul pour l'organisation de la République de Lucques.
- Secrétaire du ministre de France pour l'organisation de la République ligurienne.
- Chargé d'affaires de France à Gênes, en l'absence du ministre de la Police (1805).
- Secrétaire du ministre à Naples, à l'entrée des Français en 1806.
- Secrétaire du cabinet du roi de Westphalie à son avènement au trône (1808).
- Chevalier des ordres de Westphalie et baron (1813); conseiller d'État.
- Chef de bataillon commandant la Garde nationale de Corte (Corse) pendant les Cent-Jours (1815).
- Chevalier de la Légion d'honneur pendant les Cent-Jours (16 juin 1815, confirmé seulement le 30 avril 1840)
- 11 septembre 1830, sous-préfet de Corte.
- 26 avril 1833, sous-préfet de Sartène.
- 23 mars 1834, sous-préfet de Montmorillon.
- 21 octobre 1836, sous-préfet de Sisteron.
- 24 juillet 1837, sous préfet de Corte.